# Nil Lara
Nil Lara (* 1964 in Newark, New Jersey) ist ein US-amerikanischer Musiker.

## Leben und Wirken
Als Sohn kubanischer Einwanderer in den Vereinigten Staaten geboren, verbrachte er große Teile seiner Jugend in Venezuela, wo mit der venezolanischen Musik in Kontakt kam. Er lernte Cuatro und Gitarre spielen.
Während er an der Universität von Florida Elektrotechnik studierte, begann er seine kubanischen Wurzeln und die kubanische Musik zu entdecken. Er lernte Tres spielen. In dieser Zeit gründete er seine erste Band K.R.U., mit der er zwei Alben aufnahm. Mit der Folgeband produzierte er eine EP auf seinem eigenen Labe Beluga Blue und unterschrieb anschließend einen Vertrag beim Capitol-Label Metro Blue. In seiner Musik kombinierte Lara nord- und mittelamerikanische Einflüsse. Nach dem 1996 erschienenen Album Nil Lara war er häufig in Werbeclips und Fernsehsoundtracks zu hören, größere kommerzielle Erfolge konnte er jedoch nicht erzielen. Im Jahr 2004 veröffentlichte er noch einmal zwei Alben beinahe gleichzeitig. Er tritt weiter live auf und veröffentlicht neue Produktionen online, zuletzt das Album 2018.

## Diskografie

### Alben
- Smile (1991)
- My First Child (1993)
- The Monkey (1994)
- Nil Lara (1996)
- Testimony (2004)
- DA (2004)
- 2018 (2018)

### DVDs
- Nil Lara - LIVE @ Sessions at W. 54th Street